# Medier i Frankrike
Medier i Frankrike utgörs främst av TV, radio och tidskrifter.
I Frankrike har staten mycket inflytande på massmedierna. Vid efterkrigstiden då dem samarbetade med tyska ockupationsmakten så tappade medierna sin trovärdighet vilket gjorde att staten gick in och reglerade. På 1980-talet så då det fanns TV- och radiomonopol men även efter avregleringen har staten en stark kontroll över de privata aktörerna.

## Dagspressen
Dagspressen i Frankrike har länge varit i ett dåligt tillstånd trots att de fått bistånd av staten som 2014 var ca 400 miljoner euro. Orsakerna är till exempel dålig spridning av tidningen men även att många andra företag med gratistidningar, till exempel metro och 20 minutes är en stor konkurrens.
I Sverige säljer vi många kommersiella tidningar till exempel skvallertidningar men i Frankrike så är de mer fokuserade på att ha en högutbildad elit. Detta på grund av vissa lagar som  finns för att skydda medborgarnas privata krets.
Jämfört med folket i Frankrike har de franska dagstidningarna små upplagor. Detta på grund av konkurrens från andra elektroniska medier vilket gör att de förlorar många läsare. Detta har gjort att många tidningar har gått med förlust och tvingats att lägga ner. Det har också lett till ändring till ägarna av ägarkoncentrationen vilket är flera stora företag som äger flera medier som till exempel den stora Hersantgruppen som tvingades ta in nya ägare år 1999.

## Television och radio
De första TV-sändningarna var redan 1931 men var endast experiment. Sedan startade kanalen TF1 vilket var den första franska kanalen vilket var år 1948. Radiosändningarna börjades sändas 1922.År 1939 när andra världskriget började så infördes statligt monopol på eftersändningar men också på de public-service bolag som startade. 1982 bröts radiomonopolet och 1984 godkändes den första privata TV-kanalen, Canal Plus. 2012 fanns det över 1 200 privata radiostationer. Statliga Radio France sänder i sju kanaler och har även en väldigt stor aktivitet på internet. Nu är det påv äg ut med reklam på de statligt ägda kanalerna. Men reklam på de privata kanalerna är reglerna hårda när det gäller längd, innehåll och frekvens.

## Censur och yttrandefrihet
År 1881 antogs den nya lagen pressfrihetslagen i Frankrike och utifrån den tillkom även tryck- och yttrandefrihetslagen. Tryckfrihetslagen innebär att man har rätt att trycka och sprida information och uppfattningar fritt i text, till exempel via böcker, internet, tidningar eller flygblad.  Yttrandefrihet innebär att man ska ha en frihet att yttra och föra fram åsikter utan censur, begränsning eller någon typ av bestraffning. Yttrandefrihet anses vara en förutsättning för att det ska vara ett demokratiskt statsskick. Dock är det vissa länder där man anser att det är demokrati är inte yttrande- och tryckfrihet en självklarhet.

## Public service
År 2009 tog den franska presidenten Nicolas Sarkozy bort reklamfinansiering från de statliga kanalerna i Frankrike (public service) och än idag är dessa kanalerna fria från reklam. Han tyckte att företagen inte skulle försöka rädda sina förluster på reklam och hans motivation var: tv-kanalerna utan reklamfinansiering skulle bli mer självständiga och kreativa, och tjäna public service-syftet bättre.Som kompensation för de förlorade reklam-intäkterna, vilket är flera miljarder per år, införde den franska presidenten skatt på de kommersiella kanalernas reklamintäkter och införde även skatt för internet- och telefonoperatörer.